# Kurt Rittig
Kurt Rittig (* 5. Oktober 1941 in Mariaschein, Reichsgau Sudetenland) ist ein deutscher Filmschaffender, Autor und Dozent.

## Leben
Kurt Rittig wuchs im bayrischen Bischofswiesen auf, wohin er nach der Flucht mit seiner Mutter gelangt war. Sein Vater, Kurt Rittig, befand sich zu dieser Zeit in sowjetischer Kriegsgefangenschaft.
Er spielte bereits in der Schulzeit Theater und schrieb für die Schülerzeitung. Rittig studierte Germanistik, Philosophie, Theater und Zeitungswissenschaften in München und Hamburg. Seine erste Anstellung war bei der Bavaria, wo er als Abteilungsleiter „Unterhaltung“ und als Autor arbeitete. Rittig war hierbei Redakteur und Produzent von Serien, Einzelspielen, Shows, Dokumentationen und internationalen Koproduktionen. 1980 wechselte er als stellvertretender Hauptabteilungsleiter „Unterhaltung“ in den SWF, nach Baden-Baden, hierbei war er zuständig für Unterhaltung und Vorabendprogramm. 6 Jahre später erfolgte der Ruf nach Berlin zum SFB, für den er 3 Jahre als Programmdirektor tätig war. Ab 1989 erfüllte er diese Position für den SWF. In seiner Zeit als Fernsehdirektor des SWF Baden-Baden hatte er bei der Gründung des Kulturkanals ARTE Paris/Straßburg die programmliche Federführung. 1994 verließ er den Sender und wechselte 1996 als geschäftsführender Produzent zur Neuen Filmproduktion (NFP) in Berlin, für die er zehn Jahre tätig war. In dieser Zeit produzierte er unter anderem den Kinofilm „Luther“ und zeichnete auch für die Verfilmung der Tagebücher von Victor Klemperer verantwortlich.
Für seine Dozententätigkeit an der Filmhochschule Hamburg wurde ihm im Jahr 2000 der Professorentitel verliehen.
Auch wenn die Unterhaltung das Hauptmetier Kurt Rittigs gewesen ist, galt sein eigentliches Interesse zeitlebens der Historie, und hier besonders der Geschichte des Dritten Reichs. Dies ist unter anderem auch aus seinen Produktionen und Drehbüchern ersichtlich. Einen Höhepunkt bildete sicherlich die Franz Werfel Adaptation Eine blassblaue Frauenschrift (1984), für die er unter anderem den Filmpreis „Die goldene Nymphe“, eine der höchsten Auszeichnungen des deutschen Fernsehfilms, erhielt. Doch auch die Verfilmung der Tagebücher von Victor Klemperer oder des Lebens von Dietrich Bonhoeffer (unter dem Titel Bonhoeffer – Die letzte Stufe, 2000) geben eindrücklich Zeugnis für sein Engagement zur Aufarbeitung der deutschen Schuld während des Dritten Reichs.
Für sein lebenslanges Bemühen gegen Rassismus und Radikalismus jeglicher Form erhielt Kurt Rittig 2003 das Bundesverdienstkreuz.
Kurt Rittig lebt in Berchtesgaden und ist als Autor und Fotograf tätig.

## Werke
- 2013 Der Spendensammler, ISBN 9783868631180
- 2014 Skarabäus oder Das Gold im Meer, ISBN 9783868631449
- 2017 Geschichten aus der Spanschachtel, ISBN 978-3-944501-57-4
- 2018 Affenspiel ISBN 978-3-74679-489-1
- 2019 Puppenspiel ISBN 978-3-75020-367-9